# Jacob van de Kerkhof
Jacob van de Kerkhof (Millingen aan de Rijn, 12 de outubro de 1995) é um remador neerlandês.

## Carreira
Van de Kerkhof ganhou a medalha de prata no oito masculino no Campeonato Europeu de Remo de 2022 em Munique. Ele ganhou uma medalha de prata no Campeonato Mundial de Remo de 2022 no oito masculino, na República Tcheca. Também ganhou uma medalha de prata no oito masculino no Campeonato Europeu de Remo de 2023 em Bled.
Nos Jogos Olímpicos de Verão de 2024, em Paris, conquistou a medalha de prata na competição do oito com masculino ao lado de Ralf Rienks, Olav Molenaar, Sander de Graaf, Ruben Knab, Gert-Jan van Doorn, Jan van der Bij, Mick Makker e Dieuwke Fetter, com o tempo de 5:23.92.